# Barbarian F.C.

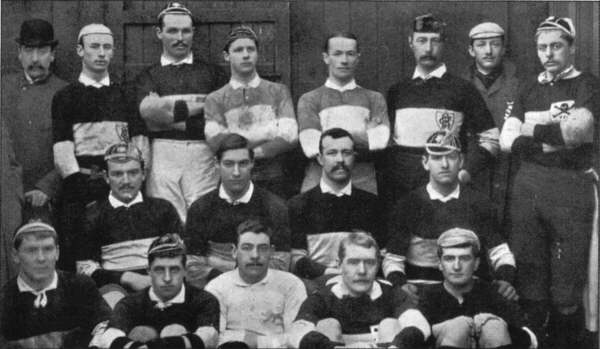
De Barbarians van 1890

De Barbarian Football Club, beter bekend als de Barbarians, bijgenaamd Baa-Baas, is een rugbyteam voor genodigden uit de Britse Rugby Union. De Barbarians spelen in traditionele zwart-witte gestreepte tenues, hoewel de spelers de sokken van hun eigen club aandoen.
Ook spelers uit andere landen kunnen uitgenodigd worden, zo speelden ooit de Nederlanders George de Vries van AAC en Yves Kummer van de Leidse rugbyclub DIOK mee. 
Op 11 november 2009 had de rugbyer Jean-Pierre (Tim) Schumacher van Rugbyclub DIOK uit Leiden als derde Nederlander de eer om voor de Barbarians uit te komen in de wedstrijd tegen Combined Services. Schumacher speelde in de sokken van Rugbyclub ARC The Pigs uit Arnhem, de club waar hij zijn rugbycarrière begonnen is.
Op 29 mei 2011 speelde Tim Visser met de Barbarians tegen de nationale ploeg van Engeland. Tijdens die wedstrijd, die door de Barbarians werd gewonnen, nam hij bovendien twee try's voor zijn rekening.
Op 27 april 2019 speelde de eerste Nederlandse vrouw voor het dames team van de Barbarians. Samantha Martinez Gion van AAC rugby Amsterdam werd, mede door het winnen van de premiership met Saracens het jaar er voor, gevraagd voor deze eer. De wedstrijd werd gespeeld in Denver tegen net nationale team van Amerika en werd in de laatste minuut gewonnen door de Baabaas.
De club werd gesticht door William Percy Carpmael. Hij hield van de cultuur achter rugbyreizen en kwam met het idee van regelmatige korte reizen op de proppen. Op 9 april 1890 in Restaurant Leuchters bij het Alexandra-hotel in Bradford, werden de Barbarians gesticht. Ze klopten op 27 december 1890 in hun eerste wedstrijd de Hartlepool Rovers met 9-4.